# Digivice

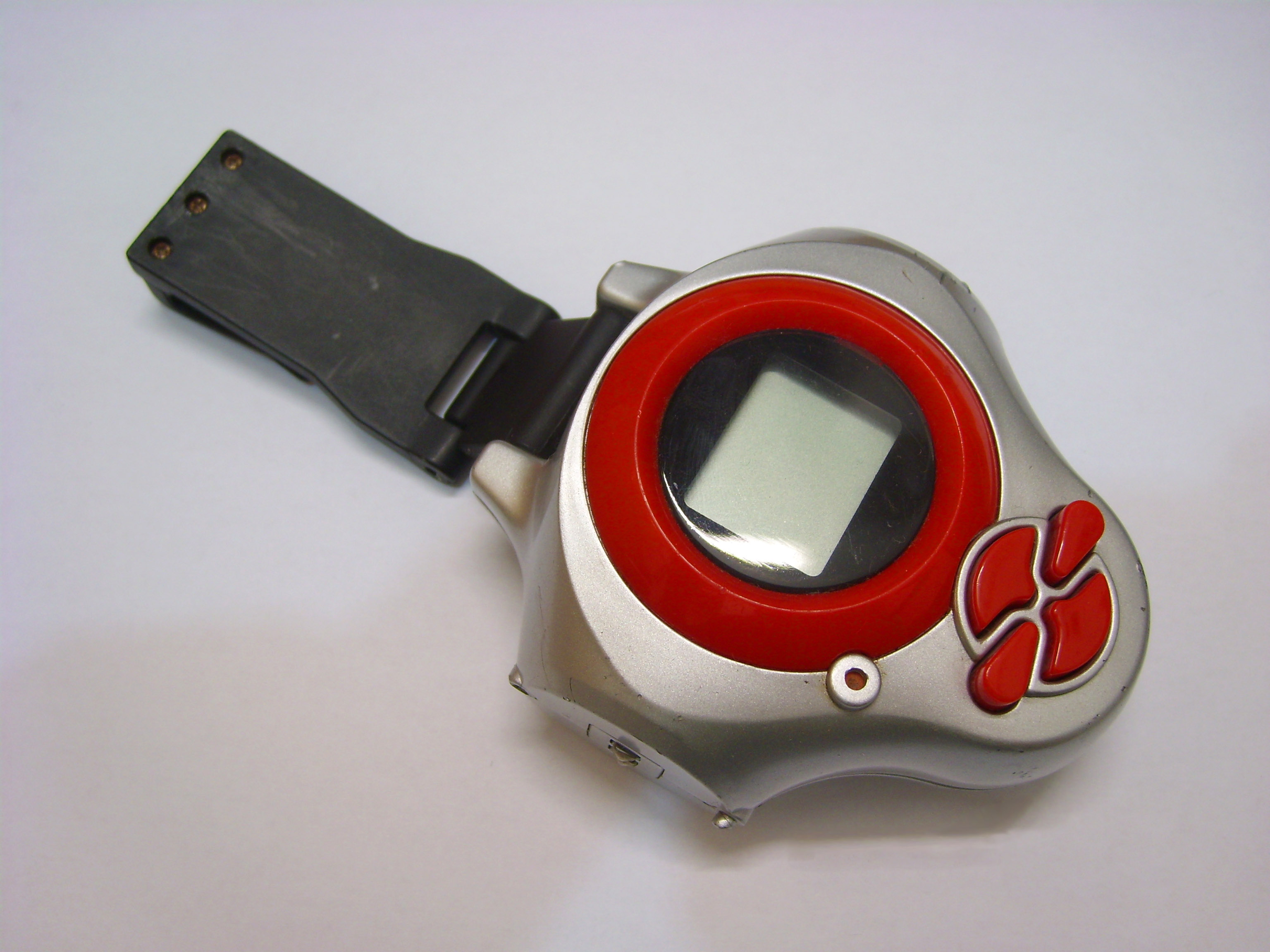
Jouet dérivé du modèle de digivice de la troisième saison Digimon Tamers. La couleur représente celle de Takato Matsuki.

Un digivice (デジヴァイス), abréviation des mots anglais « digital device » (en français, « dispositif numérique »), est un petit objet de fiction appartenant à la franchise médiatique japonaise, Digimon, créée par Akiyoshi Hongo. Il s'agit d'un petit appareil numérique métaphysique, originellement conçu à base de données du Digimonde, que possèdent chacun des digisauveurs protagonistes, et parfois antagonistes, élus de la série. Le digivice est présent dans toutes les saisons, aussi bien dans l'anime que dans les mangas, en passant par les jeux vidéo ainsi que chacun des autres médias basés sur la franchise.
Depuis sa première parution en 1999, l'utilisation, les fonctions et la conception du digivice sont considérablement améliorées et/ou changées. Malgré sa petite taille, le digivice possède un rôle particulièrement important dans la série. Sa fonction originelle et principale permet la digivolution, changement physique en un niveau supérieur d'un partenaire Digimon ou, dans certains cas, la transformation d'un digisauveur en Digimon. Ses autres fonctions incluent notamment la manipulation spécifique de données digitales, l'analyse spécifique de chaque Digimon, et d'autres fonctions basiques incluant l'affichage de l'heure. Dans la 10e itération animée Digimon Ghost Game, l'objet se présente sous la forme d'une montre et est évoqué au féminin dans la traduction française, « une digivice ».

## Histoire
Dans l'anime, l'évolution conceptuelle du digivice est exposée dans chacune des saisons ; de la première à la dernière, le digivice change et apparaît sous de nombreuses formes, conservant à la fois ses fonctions principales et exposant de nouvelles fonctions adaptées aux besoins des sauveurs. Chaque sauveur de la série possède un digivice d'une couleur spécifique reflétant sa personnalité. Un digivice est donné à un sauveur spécifique élu.

### Digimon Adventure
Dans la première saison, Digimon Adventure, les digivices sont intronisés dès le premier épisode ; ils atterrissent dans le « monde réel » (terme qualifiant le monde des humains dans la série) de la même façon que des météorites, depuis le Digimonde, pour rejoindre leurs propriétaires respectifs (les digisauveurs originellement élus). Les digisauveurs sont ensuite transportés dans le Digimonde pour y rejoindre leurs partenaires Digimon. Dans cette saison, les fonctions principales du digivice représentent la digivolution, la détection d'objets spécifiques aux digivices et des digisauveurs, les informations et l'analyse de chaque Digimon (digidex), ainsi que les partages d'énergie et de données. Également, ils ont le pouvoir du bien face au mal et possèdent la capacité de détruire les « roues noires » de Devimon par le biais d'un rayon de lumière.
Ces digivices sont matériellement tous identiques, et sont de petits appareils légers possédant un écran ainsi que trois boutons pour les commandes manuelles. Ces petits objets possèdent leur propre couleur, différente des autres digivices, et reflète la personnalité de chacun des huit digisauveurs de la saison : Tai Kamiya (orange), Matt Ishida (bleu), Joe Kido (gris), Sora Takenouchi (rouge), Izzy Izumi (violet), Mimi Tachikawa (vert), T.K. Takaishi (jaune) et Kari Kamiya (rose).
Les digivices de la deuxième saison, Digimon Adventure 02, appelés « D-3 », sont portés par Davis Motomiya (bleu), Yolei Inoue (rouge), Cody Hida (jaune), T.K. Takaishi (vert foncé), Kari Kamiya (couleurs inchangées et digivices d'origine renouvelés) et Ken Ichijouji (noir). Découvertes par Izzy,, les fonctions principales restent omniprésentes et une nouvelle fonction est ajoutée, celle-ci permettant aux digisauveurs d'être transportés du monde réel au Digimonde par le biais d'un ordinateur. La forme des digivices est renouvelée pour laisser place à une forme ovale. Les digivices de la deuxième saison sont créés par Azulongmon parmi les trois autres souverains Digimon dans le but de contrer les actions maléfiques de l'Empereur des Digimon (Ken Ichijouji, intronisé comme premier antagoniste de la saison). Le D-3 de Ken pouvait au départ empêcher la digivolution des Digimon (fonction inverse d'un digivice normal) grâce au contrôle des « tours noires » implantées dans le Digimonde.
Le jeu dérivé de la deuxième saison intitulé Digimon Adventure 02: Tag Tamers, Ken et Ryo Akiyama possèdent tous deux un D-3 ayant les mêmes fonctions principales que dans la série. À un détail près, ils peuvent charger le digivice grâce à de l'énergie, qu'ils peuvent également décharger dans le but de convertir les données d'un ennemi, l'un des serviteurs de Millenniummon, à leur côté.

### Digimon Tamers
Dans la troisième saison, Digimon Tamers, les digivices, appelés « D-Arcs », sont intronisés, au départ, en la possession de trois dompteurs et portant toujours leurs propres couleurs : Takato Matsuki (rouge et blanc, puis or et blanc), Henry Wong (vert et blanc) et Rika Nonaka (bleu et blanc). Dans cette saison, le scénariste japonais Chiaki J. Konaka explique dans ses notes (concernant les personnages de Janyu Lee et le père d'Henry Wong) que le « D-Arc » était inspiré du Dynabook de Xerox en tant qu'interface d'ordinateur portable pour les enfants. Ces digivices sont adaptés sous la forme de bracelets, gardent leurs fonctions principales d'origine et en exposent une toute nouvelle : une large variante de cartes peut être glissée dans le digivice pouvant ainsi modifier les capacités/la puissance ou aider dans la digivolution,,,. Les premiers dompteurs reçoivent leur digivice lorsqu'ils glissent une carte bleue dans leur lecteur de carte. Dans l'épisode 34, le digivice de Takato implose sous sa colère, lors d'un combat contre Beelzemon, causant une digivolution accidentelle de son partenaire Digimon, Guilmon en Megidramon. Par la suite, Takato reçoit un nouveau digivice permettant la bio-digivolution entre lui et Guilmon.
Hormis les trois protagonistes principaux de la saison, d'autres dompteurs possèdent leur propre digivice et couleurs : Ryo Akiyama (bleu et blanc), Jeri Katou (jaune et blanc), Kazu Shioda (marron et blanc), Kenta Kitagawa (rose pâle et blanc), Suzie Wong (rose et blanc), et Ai et Mako (violet et blanc). Les digivices de ces personnages ont été fabriqués par les digignomes (formes de créatures digitales).

### Digimon Frontier
Les digivices de la quatrième saison, Digimon Frontier, appelés « D-Scanners », sont intronisés sous la possession de six sauveurs au total dans cette saison, avec, encore une fois, leur propre couleur représentant la personnalité de chacun : Takuya Kanbara (noir et écarlate, puis rouge et noir), Koji Minamoto (blanc et bleu marin, puis pourpre et noir), Tommy Himi (bleu clair et gris), Zoé Orimoto (violet et rose), J.P. Shibayama et Koichi Kimura (noir et gris),. Leur forme est à présent plate, et les fonctions principales ont quelque peu changé : scanner les données, purifier, fonctions radar, communication et, fonction désormais majeure dans la saison, transformation des sauveurs en Digimon à l'aide de deux catégories d' « Esprits » scanné,.
Ces digivices ont été créés par Ophanimon. Les sauveurs reçoivent un étrange message, arrivent au métro de Shibuya (Japon), et montent à bord d'un Trailmon (Digimon de type ferroviaire) qui les emmène tout droit dans le Digimonde pendant qu'ils reçoivent, au même moment, leur D-Scanner issus de leur propre téléphone portable. Lorsqu'ils se confrontent à Cherubimon, Ophanimon utilise le peu de puissance qui lui reste pour améliorer les « D-Scanners » de Takuya et Koji leur permettant ainsi une digivolution unifiée.

### Digimon Data Squad
Utilisés dans la cinquième saison, Digimon Data Squad, ces digivices sont appelés « digivices IC », abréviation des mots anglais « interactive Communicator » (en français, « Communicateur interactif »). Ils sont, pour la première fois, intronisés dans la saison, accompagnés de leurs couleurs d'origine respectifs sous la possession des quatre protagonistes principaux : Thoma H. Norshtein (bleu et blanc), Yoshino Fujieda (rose et blanc), Miki Kurosaki (noir et blanc) et Megumi Shirakawa (blanc et noir). Masaru Daimon, le principal protagoniste de la saison, reçoit le sien (orange et blanc) par le Capitaine Rentaro Satsuma, chef d'une organisation nommée « DATS ». Au plus tard de la série, un autre personnage, Ikuto Noguchi, reçoit le sien (mauve et blanc).
Le concept de ce digivice est modifié en une forme rectangulaire et, cette fois-ci, sa fonction principale lui permet une digivolution d'un partenaire Digimon par le biais d'une « recharge de Digiâme » générée par chacun des protagonistes. Cette recharge émerge de la main du sauveur pour la digivolution d'un partenaire Digimon du niveau disciple au niveau champion, et du cœur pour une digivolution du niveau champion au niveau ultime. Lorsque la charge est reçue par le Digimon, celui-ci se digivolve.

### Digimon Fusion
Environ quatre ans après la diffusion de la cinquième saison, la sixième saison, intitulée Digimon Fusion change totalement de fonction et de concept. Ces digivices, nommés « Chargeur Fusion », sont pour la première fois intronisés toujours sous différentes couleurs en la possession de trois des protagonistes principaux : Mikey Kudo (rouge), Christopher Aonuma (bleu) et Nene Amano (noir, plus tard, lavande). Le digivice ne possède plus les mêmes fonctions principales et la conception du digivice. Celui-ci est premièrement capable de fusionner de multiples Digimon, grâce à un procédé nommé « digi-fusion », en une forme digivolvée plus puissante avec une ou plusieurs armes à portée de main.

### Digimon Appmon
Dans Digimon Appmon, le digivice laisse place à l'« Appli-drive ». Chaque Appli-drive apparaît devant chaque sauveur, les « appli-drivers », par le biais de différentes machines, demandant une question dont les réponses sont oui ou non. Comme pour les précédentes saisons, l'Appli-drive possède différentes couleurs selon le personnage.

## Concept et développement
Le concept du digivice est, pour la première fois, intronisé dans la franchise par Bandai dès 1999, plus précisément dans le second format du manga, intitulé Digimon Adventure V-Tamer 01, commercialisé le 21 novembre 1998. Dérivé du virtual pet originel, le digivice est au départ conçu pour être attaché au poignet et également pour aider aux transferts, aux commandes et aux scans de variantes données des Digimon.
Par la suite, le digivice est développé, de nouveau conceptualisé, et intronisé dans la première saison de l'anime, dérivée de la franchise, intitulée Digimon Adventure. Ces digivices, matériellement tous identiques, sont de petits appareils légers possédant un écran et quelques commandes manuelles. Ils permettent principalement et majoritairement la digivolution (de partenaires Digimon ou humains) ainsi que de différentes fonctions liées aux énergies et aux données digitales.

## Médias

### Jouets
Le virtual pet est commercialisé au Japon en août 1997, et aux États-Unis en 1998. Après son adaptation dans le manga Digimon V-Tamer, le jouet est commercialisé sous le nom de « digivice » et est basé des premiers épisodes de l'anime intitulé Digimon Adventure (à l'époque, en actuelle diffusion sur Fuji Television) en 1999. Le jouet est un petit dispositif électronique dans lequel le joueur doit entrainer son partenaire Digimon et sauver le Digimonde de la destruction. Créés par Bandai, les premiers digivices relatent les partenaires Digimon originaux de la première saison dérivée de l'anime. Ces Digimon incluent : Agumon, Biyomon, Gabumon, Gatomon, Gomamon, Palmon, Patamon et Tentomon. Plus tard, les digivices « D-3 » de la deuxième saison sont commercialisés en seulement cinq versions. La première version avec Veemon et Wormmon, la deuxième avec Hawkmon et Gatomon et la troisième avec Patamon et Armadillomon. Hormis les trois premiers « D-3 » utilisés, celui de Kari et de T.K. ont respectivement changé de couleur. Tous ces jouets ont été, à l'époque, commercialisé en Europe au plus tôt des années 2000.
Par la suite, les « D-Arcs » de la troisième saison sont commercialisés en quatre version au Japon et seulement trois en Europe. Ceux-ci reprennent exactement le même concept que les digivices des premiers protagonistes : rouge (celui de Takato), vert (celui d'Henry) et bleu (celui de Rika). Ces digivices possèdent une carte à faire glisser, un câble de connexion ainsi qu'un logiciel pour permettre aux joueurs de jouer en ligne. Une version européenne de ces digivices est disponible, mais elle possède un plus petit écran que sa version originale. Une année plus tard, le « D-Scanner » de la quatrième saison est commercialisé et accompagné de quatre séries de cartes à jouer dont deux cartes supplémentaires (vendues séparément) uniquement réservées pour le digivice.
Quelques années plus tard, à l'occasion de la parution de la cinquième saison Digimon Data Squad, le Digivice iC est commercialisé au Japon dès mars 2006 et décembre 2007. Au total, huit versions du digivice sont parues. Trois ans après, le « Xros Loader » est lancé en octobre 2010 à l'occasion de la diffusion de la sixième saison Digimon Xros Wars en juillet 2010.

### Manga
Contrairement à l'anime, les digivices des mangas diffèrent des uns aux autres autant dans la conception que dans les fonctions. Intronisé pour la première fois dans Digimon Adventure V-Tamer 01 (commercialisé le 21 novembre 1998), le digivice fait son apparition dans plusieurs mangas dérivés de la franchise. Le tout premier digivice est conceptualisé à partir du virtual pet originellement commercialisé en magasin. Paradoxalement, le premier digivice, nommé Digivice 01 appartient à un dénommé Tai Kamiya. Bien qu'ils soient physiquement identiques, le protagoniste principal de la série Digimon Adventure et celui du premier manga sont deux personnages différents. Une année plus tard après la fin de la publication du premier manga le 21 août 2003, le manga intitulé Digimon Chronicle, racontant en parallèle l'histoire du film Digital Monster X-Evolution, expose un digivice nommé Pendulum X. Contrairement à son prédécesseur, ce digivice, d'aspect rectangulaire (plus similaire au v-pet) et exposé sous de multiples couleurs, possède un indicateur d' « Anticorps X » (servant à identifier les Digimon X). Digimon Chronicle est commercialisé en quatre chapitres, chacun séparément vendu avec une version différente du Pendulum X depuis le 26 avril 2003.
D'autres mangas de la franchise sont également commercialisés, exposant chacun leur propre version du digivice. Le manhua chinois intitulé Digimon D-Cyber, paru en 2005, expose son digivice simplement nommé « D-Cyber ». Ce digivice est fonctionnellement identique à celui de Digimon Chronicle et est, en réalité, une version alternative du « Pendulum X » créé par Bandai Asie. En 2006, le manga intitulé Digimon Next expose le Digivice iC identique à celui de la saison Digimon Data Squad sous la possession d'un sauveur dénommé Tsurugi Tatsuno.

### Images et illustrations
1. 1 2 3  (en) « Digimon Adventure V-Tamer (jaquette téléchargeable du second volet) », 1999 (consulté le 3 mars 2011).
2. ↑  « Image du D-3, produit dérivé » (consulté le 10 avril 2011).
3. ↑  « Image du D-Arc, produit dérivé » (consulté le 10 avril 2011)
4. ↑  « Image du D-Scanner, produit dérivé » (consulté le 10 avril 2011)
5. ↑  « Image du Digivice iC, produit dérivé » (consulté le 10 avril 2011).